# 缺省地

## 洋中文
在计算机行业的行话中，常常滥用“缺省地”一词作状语表示“默认情况下”。例如，人们说HTML中的字符值引用“缺省地使用Unicode通用字符集（UCS）”，但实质上，字符值引用并不接受任何指定字符集的参数，只有HTML头才可指定字符集参数。故字符值引用本身虽无缺省参数但仍然会被行业人士说“缺省地”，遇到这种情况可将行话中的“缺省地”一词泛泛理解为“默认情况下”或“一般情况下”而不必纠结具体的缺省参数。